# Emblema estatal de Cap Verd
L'emblema estatal de Cap Verd, que fa les funcions d'escut d'armes tot i no ajustar-se a les regles de l'heràldica tradicional, fou aprovat el 1992. És de forma rodona, blanc i amb dues vores blaves (la interior més gruixuda), amb el nom de l'estat en portuguès escrit a dins (República de Cabo Verde) que envolta un triangle central blau que inclou una torxa blanca; sota la inscripció i el triangle, tres faixes de color blau. Al voltant del cercle hi ha deu estrelles de cinc puntes grogues (cinc a cada banda), símbol similar a l'existent a la bandera estatal. A la part superior del cercle, un plom de color groc, alineat amb el vèrtex del triangle. Sota el cercle, tres baules de cadena grogues, amb dues palmes verdes a banda i banda.

## Simbolisme
- El plom simbolitza verticalitat i rectitud, que constitueixen la clau de volta de la Constitució de Cap Verd.
- El triangle equilàter és símbol d'unitat, igualtat de drets civils reconeguts al poble pel sistema democràtic.
- La torxa representa la llibertat aconseguida després de molts anys de lluita.
- Les tres faixes blaves són el mar que envolta les illes, la nostàlgia, la inspiració dels poetes, la font de recursos del poble, el territori del país.
- Les palmes al·ludeixen a la victòria en la lluita per la independència nacional, objectiu que va impulsar el poble i que fou el seu suport moral en el camí difícil dels períodes de sequera.
- Les estrelles hi són per les deu illes que formen l'arxipèlag.

## Escuts usats anteriorment

Escut durant l'època colonial portuguesa (1935-1951)
Escut durant l'època en què Cap Verd fou província portuguesa (1951-1975)
Escut de la República de Cap Verd (1975-1992)